# Cyanamphoecus cyaneus
Cyanamphoecus cyaneus là một loài bọ cánh cứng trong họ Cerambycidae.